# Platysoma schenklingi
Platysoma schenklingi är en skalbaggsart som beskrevs av Heinrich Bickhardt 1913. Platysoma schenklingi ingår i släktet Platysoma och familjen stumpbaggar. Inga underarter finns listade i Catalogue of Life.